# Siegfried Krügel
Siegfried Krügel (* 21. März 1915 in Plauen; † 7. Mai 2000 in Leipzig) war ein deutscher evangelischer Theologe.

## Leben
Krügel studierte Theologie an der Universität Leipzig. 1945 erhielt er die Ordination und übernahm ein Vikariat in Reichenbach im Vogtland sowie 1946 in Elsterberg. 1948 wurde er 2. Pfarrer in Reichenbach und 1950 als solcher mit Dienstleistung bei der Leipziger Mission.
Nach der Promotion 1962/1963 zum Dr. theol. an der Universität Halle-Wittenberg mit der Dissertation Hundert Jahre Graul-Interpretation hatte er von 1966 bis 1970 einen Lehrauftrag für Theologie am Theologischen Seminar Leipzig und von 1970 bis 1977 einen Lehrauftrag für Konfessionskunde an der Universität Halle-Wittenberg. Er lehrte von 1977 bis 1980 als Professor für Ökumenik am Bereich Theologie der Universität Leipzig. Krügel war Mitautor und Rezensent der Theologischen Literaturzeitung.

## Schriften (Auswahl)
- Hundert Jahre Graul-Interpretation. Dissertation. Universität Halle-Wittenberg 1963. Lutherisches Verlagshaus, Berlin/Hamburg 1965, DNB 452605342.
- Lutherischer Weltbund, „Gesandt in die Welt“. Aspekte der ökumenischen Profilierung des Luthertums während der letzten 50 Jahre. Union, Berlin 1973, DNB 770147836.
- Dienst im Zwielicht. Die Funktion kirchlicher Hilfsaktionen für die „Dritte Welt“. Union, Berlin 1976, DNB 770147836.
- Nathan Söderblom. Rufer zu Frieden und kirchlicher Einheit. Union, Berlin 1983, DNB 830868968.